# فرودگاه کامپالا
فرودگاه کامپالا (به انگلیسی: Kampala Airport) یک فرودگاه غیرنظامی و نیروی نظامی با کد یاتا KLA است که یک باند فرود سنگفرش دارد. این فرودگاه در شهر کامپالا کشور اوگاندا قرار دارد و در ارتفاع ۱۱۹۷ متری از سطح دریا واقع شده است.